# 信貴生駒電鉄
信貴生駒電鉄（しぎいこまでんてつ）は、現在の近畿日本鉄道生駒線と、京阪電気鉄道交野線を敷設した鉄道事業者である。

## 沿革
信貴山朝護孫子寺への参詣客を、関西本線・大阪電気軌道・奈良線の各沿線から運ぶことを目論み、1919年（大正8年）12月に信貴生駒電気鉄道が設立され、1922年（大正11年）5月に鉄道線の一部（現：近鉄生駒線）、および鋼索線（旧：近鉄東信貴鋼索線）をそれぞれ開業させた。
一方で、京都方面より信貴山への参詣客を運ぶことを目論み、現在の京阪交野線に当たる区間の免許を収得していた（ものの、資金不足から着工できなかった）生駒電気鉄道を、1924年（大正13年）7月に買収している。
その後、資金調達が捗らないなど信貴生駒電気鉄道は経営難に陥ったため、当時三重県にあった電力会社である三重合同電気（後の合同電気）の傘下にて1925年（大正14年）11月、新たに信貴生駒電鉄が設立され、元の信貴生駒電気鉄道は全財産を信貴生駒電鉄に譲渡し解散した。この新体制の下で1926年（昭和元年）12月に鉄道線の生駒 - 王寺を全通させている。
1929年（昭和4年）7月には、前述の旧生駒電気鉄道の免許取得区間であった私市 - 枚方東口（現：枚方市）も部分開業させたが、残りの私市 - 生駒については後に建設することにしていた。同社では他にも王寺 - 五条や交野 - 八幡などの路線を敷設する計画を立てていた。
しかし昭和恐慌による乗客の減少と、大阪電気軌道及びその子会社の信貴山電鉄によって現在の信貴線や西信貴鋼索線などが開通し、大阪方面からの信貴山参拝客が主にこちらを利用するようになったことから苦境に陥り、1931年（昭和6年）8月に私市 - 枚方東口の経営を京阪電気鉄道に委託し、自社は大阪電気軌道の系列に入って存続を図ることにした。
1939年（昭和14年）、京阪が全額出資する交野電気鉄道が別会社として新たに設立され、同年5月に私市 - 枚方東口を譲渡している。その後、同社は1945年（昭和20年）に京阪神急行電鉄（現：阪急電鉄）へ合併され、さらに1949年（昭和24年）に阪急から京阪が分離したことにより、同線は以降「京阪交野線」となった。
信貴生駒電鉄は戦後、現在の近鉄田原本線を運営していた大和鉄道を1961年（昭和36年）10月に合併するも、その3年後の1964年（昭和39年）10月1日に近鉄に吸収合併され、信貴生駒電鉄は消滅した。
なお、路線ごとの詳しい沿革は各路線記事を参照のこと。

### 年表
- 1919年（大正8年）
  - 8月27日 - 信貴鉄道に対し鉄道免許状下付（北葛城郡王寺村-生駒郡三郷村大字勢野-生駒郡北生駒村信貴山間）[3]。
  - 9月17日 - 発起人会において信貴生駒電気鉄道への名称変更を決議。
  - 12月7日 - 信貴生駒電気鉄道設立。
- 1920年（大正9年）
  - 9月28日 - 生駒枚方電気鉄道に対し鉄道免許状下付（生駒郡北生駒村-北河内郡枚方村間）[4]
- 1922年（大正11年）5月16日 - 王寺-山下、山下-信貴山間（鋼索線）開業[5]。
- 1924年（大正13年）7月1日 - 生駒電気鉄道を合併[6]。
- 1925年（大正14年）10月8日 - 信貴生駒電鉄への鉄道譲渡許可[7]。
- 1926年（大正15年）10月21日 - 山下-元山上口間開業[8]。
- 1926年（昭和元年）12月28日 - 元山上口-仮新生駒間開業[9]
- 1927年（昭和2年）4月1日 - 仮新生駒駅廃止。菜畑-生駒間開業[10]。
- 1928年（昭和3年）7月3日 - 鉄道免許状下付（北河内郡交野村-同郡星田村間）[11]
- 1929年（昭和4年）7月10日 - 私市-枚方東口間開業[12]。
- 1936年（昭和11年）1月22日 - 鉄道起業廃止許可（北河内郡交野村-同郡星田村間）[13]。
- 1939年（昭和14年）3月17日 - 交野電気鉄道に対し譲渡許可（北河内郡枚方町-同郡磐船村間鉄道、同郡磐船村-生駒郡生駒町間鉄道敷設権）[14]。
- 1961年（昭和36年）10月1日 - 大和鉄道を合併する[15]
- 1964年（昭和39年）10月1日 - 近鉄に吸収合併される[16][17]

## 駅一覧
1937年（昭和12年）10月1日現在。旧・大和鉄道線（1961年合併）については「大和鉄道#駅一覧」を参照。
| 駅名       | 駅間 キロ | 営業 キロ | 接続路線                                        | 所在地   | 所在地          | 所在地          |
| ---------- | --------- | --------- | ----------------------------------------------- | -------- | --------------- | --------------- |
| 王寺駅     | -         | 0.0       | 鉄道省：関西本線・和歌山線 大和鉄道（新王寺駅） | 奈 良 県 | 北葛城郡 王寺町 | 北葛城郡 王寺町 |
| 山下駅     | 0.9       | 0.9       | 信貴生駒電鉄：鋼索線                            | 奈 良 県 | 生 駒 郡        | 三郷村          |
| 竜田川駅   | 2.2       | 3.1       |                                                 | 奈 良 県 | 生 駒 郡        | 平群村          |
| 平群駅     | 1.4       | 4.5       |                                                 | 奈 良 県 | 生 駒 郡        | 平群村          |
| 元山上口駅 | 1.2       | 5.7       |                                                 | 奈 良 県 | 生 駒 郡        | 平群村          |
| 茸山駅     | 1.4       | 7.1       |                                                 | 奈 良 県 | 生 駒 郡        | 南生駒村        |
| 南生駒駅   | 2.0       | 9.1       |                                                 | 奈 良 県 | 生 駒 郡        | 南生駒村        |
| 一分駅     | 1.2       | 10.3      |                                                 | 奈 良 県 | 生 駒 郡        | 南生駒村        |
| 新生駒駅   | 1.1       | 11.4      |                                                 | 奈 良 県 | 生 駒 郡        | 生駒町          |
| 生駒駅     | 1.2       | 12.6      | 大阪電気軌道：奈良線・生駒鋼索線（鳥居前駅）    | 奈 良 県 | 生 駒 郡        | 生駒町          |

| 駅名     | 駅間 キロ | 営業 キロ | 接続路線                             | 所在地             |
| -------- | --------- | --------- | ------------------------------------ | ------------------ |
| 山下駅   | -         | 0.0       | 信貴生駒電鉄                         | 奈良県生駒郡三郷村 |
| 信貴山駅 | 1.7       | 1.7       | 信貴山急行電鉄：平坦線（信貴山門駅） | 奈良県生駒郡三郷村 |

| 駅名         | 駅間 キロ | 営業 キロ | 接続路線                     | 所在地   | 所在地      | 所在地 |
| ------------ | --------- | --------- | ---------------------------- | -------- | ----------- | ------ |
| 私市駅       | -         | 0.0       |                              | 大 阪 府 | 北 河 内 郡 | 磐船村 |
| 河内森駅     | 0.8       | 0.8       |                              | 大 阪 府 | 北 河 内 郡 | 磐船村 |
| 信貴電磐船駅 | 0.2       | 1.0       | 鉄道省：片町線（河内磐船駅） | 大 阪 府 | 北 河 内 郡 | 磐船村 |
| 交野駅       | 1.5       | 2.5       |                              | 大 阪 府 | 北 河 内 郡 | 交野村 |
| 郡津駅       | 1.0       | 3.5       |                              | 大 阪 府 | 北 河 内 郡 | 交野村 |
| 村野駅       | 0.9       | 4.4       |                              | 大 阪 府 | 北 河 内 郡 | 川越村 |
| 枚方東口駅   | 2.5       | 6.9       | 京阪電気鉄道：京阪本線       | 大 阪 府 | 北 河 内 郡 | 枚方町 |

## 輸送・収支実績
| 年度 | 輸送人員（人） | 貨物量（トン） | 営業収入（円） | 営業費（円） | 営業益金（円） | その他益金（円）    | その他損金（円）       | 支払利子（円） | 備考   |
| ---- | -------------- | -------------- | -------------- | ------------ | -------------- | ------------------- | ---------------------- | -------------- | ------ |
| 1922 | 409,950        | 454            | 99,849         | 69,354       | 30,495         |                     |                        |                |        |
| 1923 | 651,257        | 1,131          | 157,133        | 100,187      | 56,946         |                     | 償却金370              | 8,646          |        |
| 1924 | 649,351        | 1,005          | 155,186        | 88,075       | 67,111         |                     | 償却金3,057            | 7,733          |        |
| 1925 | 575,014        | 589            | 134,549        | 86,611       | 47,938         |                     | 償却金2,180            | 5,730          |        |
| 1926 | 687,878        | 693            | 163,458        | 73,965       | 89,493         |                     | 償却金3,000            | 4,563          |        |
| 1927 | 997,758        | 708            | 223,269        | 159,739      | 63,530         |                     |                        | 46,265         |        |
| 1928 | 1,053,180      | 829            | 258,063        | 155,046      | 103,017        |                     |                        | 99,487         |        |
| 1929 | 1,178,023      | 1,622          | 264,535        | 157,612      | 106,923        |                     | 償却金10,000           | 105,953        |        |
| 1930 | 1,234,403      | 2,699          | 253,994        | 222,733      | 31,261         | 土地売却差益金8,058 | 償却金3,813            | 135,708        |        |
| 1931 | 1,061,445      | 2,165          | 171,001        | 156,253      | 14,748         |                     | 雑損12,549             | 140,876        |        |
| 1932 | 1,081,988      | 1,622          | 164,018        | 126,269      | 37,749         |                     | 雑損9,060              | 115,462        |        |
| 1933 | 1,006,912      | 1,462          | 147,229        | 120,388      | 26,841         |                     | 土地家屋27             | 114,274        |        |
| 1934 | 1,103,176      | 1,401          | 157,073        | 108,180      | 48,893         |                     | 雑損360,094            | 117,151        |        |
| 1935 | 1,115,357      | 900            | 154,518        | 129,643      | 24,875         |                     | 雑損償却金56,295       | 65,096         |        |
| 1936 | 257,918        | 218            | 49,590         | 21,039       | 28,551         |                     | 雑損41,013             | 9,416          | 鋼索線 |
| 1936 | 1,139,054      | 352            | 101,730        | 103,066      | ▲ 1,336        | 49,437              | 雑損41,013             | 平坦線         |        |
| 1937 | 26,107         | 151            | 159,752        | 140,869      | 18,883         |                     | 雑損10,325償却金88,381 | 42,690         | 鋼索線 |
| 1937 | 1,014,478      | 393            | 159,752        | 140,869      | 18,883         | 平坦線              | 雑損10,325償却金88,381 | 42,690         |        |
| 1939 | 299,280        | 229            |                |              |                |                     |                        |                | 鋼索線 |
| 1939 | 1,242,667      | 535            |                |              |                |                     | 平坦線                 |                |        |
| 1941 | 363,178        | 260            |                |              |                |                     |                        |                | 鋼索線 |
| 1941 | 1,455,042      | 2,222          |                |              |                |                     | 平坦線                 |                |        |
| 1945 | 350,622        | 545            |                |              |                |                     |                        |                | 鋼索線 |
| 1945 | 2,295,121      | 896            |                |              |                |                     | 平坦線                 |                |        |

- 鉄道省鉄道統計資料、鉄道統計資料、鉄道統計、国有鉄道陸運統計各年度版

## 車両
100形デハ101 - 103
1921年10月に大阪の日本電気車輌今宮工場で製造された木造車。機器に不具合があり、実働4年で1形に代替されて休車、その後1933年6月16日に「古朽のため」廃車となった。
1形デハ1 - 4
1926年の信貴山下 - 生駒間開業に備えて藤永田造船所（1.2）田中車輌（3.4）で製造された半鋼製電車。信貴生駒電鉄が近鉄に吸収合併される際、同社に承継されず廃車となった。3は無車籍のまま八戸ノ里駅にあった玉川工場へ最後は五位堂工場の構内入換車として1990年（平成2年）まで使われた。
11形モ11
書類上は1950年近畿日本鉄道高安工機部製造となっているが、実態は1918年（大正7年）に製造された近鉄モ52（旧大阪電気軌道デボ52）が前年にモ600形に鋼体化された際に余った旧車体を譲り受けたもの。1958年10月廃車。
51形デハ51 - 53
1921年（大正10年）に製造された北大阪電気鉄道の1形が、同社の新京阪鉄道への合併後、P-4形の投入によって余剰となったことから、これを1926年（大正15年）8月15日付けで譲り受けたもの。バッフアー及び螺旋式連結器を装備していた。1950年代まで使用された。
1・2
鋼索線の車両。元々は 1921年10月に日本電気車輌今宮工場で製造されたとされる2両の木造車が使用されていたが、これと代替すべく1933年（昭和8年）藤永田造船所で製造されたテオドル・ベル式の半鋼製車。藤永田造船所の社長が信貴山の信者であり採算を度外視して製作したという。また当初車体色は信貴山の虎にちなみ黒と黄色の縞模様だった。合併後は近鉄に承継され、コ9形9・10となり、東信貴鋼索線が廃止されるまで使用された。
枚方線では自社保有車両を使用せず、京阪から車両を借り入れて使用した。開業当初は100形3両を使用したが、1933年（昭和8年）に京津線の20形3両を改造して900形（901 - 903）として充当した。その後1938年（昭和13年）に100形に再度置き換えられている。
生駒 - 王寺間では1950年代以降、近鉄から200形を借り入れて使用していた。